# Al-Mahfurah
Al-Mahfurah (tiếng Ả Rập: محفورة) là một ngôi làng ở phía bắc Syria nằm về phía tây bắc của Homs ở tỉnh Homs. Các thị trấn gần đó bao gồm Shin ở phía tây nam, Suwayri ở phía nam, Sharqliyya ở phía đông bắc, al-Qabu ở phía bắc, Fahel ở phía tây bắc và Rabah ở phía tây. Theo Cục Thống kê Trung ương Syria, al-Mahfurah có dân số 1.845 trong cuộc điều tra dân số năm 2004. Cư dân của nó chủ yếu là Alawites.